# Arib al-Mamuniyya
Arib al-Mamuniyya (arabisch عريب المأمونية, DMG ʿArīb al-Maʾmūnīya; * um 790; † um 880 vermutlich in Bagdad) war eine Sängersklavin (qaina) und eine der bedeutendsten Dichterinnen der islamischen Welt des 9. Jahrhunderts.

## Leben und Wirken
Obwohl es (von ihr selbst geförderte) Vermutungen gab, Arib sei eine Nachfahrin der Barmakiden gewesen, lässt sich dies nicht beweisen. Sicher ist, dass sie während der Regierung Hārūn ar-Raschīds als Singsklavin in Bagdad auftauchte. Berühmte Sänger ihrer Zeit, wie etwa Ishaq al-Mawsili, förderten und bewunderten sie. Neben ihren Fähigkeiten als Sängerin, Dichterin und Kurtisane war sie auch für ihre Kochkunst bekannt, die in damaliger Zeit ein notwendiger Bestandteil der Verführungskunst war. Als Singsklavin war sie zwar unfrei, genoss aber trotzdem das Privileg, sich ihre Auftraggeber und damit zumeist auch Liebhaber aussuchen zu können. Ihre Gesellschaft war derart teuer, dass sich mehrere Mitglieder der gehobenen Gesellschaft für sie ruiniert haben sollen.

Kalif Abdallah al-Ma'mun erwarb sie schließlich für eine erhebliche Summe und förderte ihre Karriere weiter. Sie versah unter anderem das Amt des Zechgenossen des Kalifen, das sonst ausschließlich Männern vorbehalten war. Bis zu seinem Tod verband Abdallah al-Ma'mun eine Hassliebe mit Arib, da sie seinen Heiratsantrag zugunsten eines unbekannten Fremden ablehnte. Einige der wenigen von ihr bekannten Zeilen sind diesem Liebhaber gewidmet (s. u.).
Am Ende ihres Lebens rühmte Arib sich, mit acht verschiedenen Kalifen geschlafen haben. Sie starb hoch verehrt im Alter von etwa 90 Jahren.
Arib besaß als ehemalige Sängersklavin selbst mehrere Sängersklavinnen, darunter Bidʿa al-Kabīra, Maha und Tuhfa.

## Zitate
„Der Mann, den ich liebe, hat blaue Augen und rotblondes Haar. Mein Herz ist verrückt nach ihm und ich schäme mich nicht. Entzieht ihn meinem Blick, dann bleibt sein Bild in mir verborgen.

Mein Geliebter ist schön wie der Mond, doch der Mond stirbt mit dem Morgen. Er aber bleibt beim ersten Tageslicht. Mein Herz ist verrückt nach ihm und ich schäme mich nicht.“

„Für Dich ist Verrat eine Tugend, Du hast viele Gesichter und zehn Zungen
Ich bin erstaunt, dass mein Herz noch an Dir hängt, trotz allem, was Du mir angetan hast.“

## Nachleben
Arib al-Mamuniyya wird in diversen Chroniken geführt, unter anderem im wichtigsten arabischen Werk zu Musik und Poesie, dem Kitāb al-Aghānī von
Abū l-Faradsch al-Isfahānī. Abdallah ibn-al-Mu'tazz (861–908), Sohn eines späteren Kalifen, verfasste ein eigenes Buch über sie. Von ihrem eigenen Lebenswerk überdauerte wenig.

## Rezeption in Kunst und Kultur
2008 erschien im Piper-Verlag der Roman Die Königin der Seidenstrasse von Agnes Imhof, der das Leben von Arib al-Mamuniyya zum Thema hat. Im 2023 erschienen Videospiel Assassin’s Creed Mirage tritt Arib als Nebencharakter in Erscheinung, wobei lange nicht klar ist, ob sie mit den Antagonisten des Spiels im Bunde steht.

### Fachliteratur
- Abdullah al-Udhari: Classical Poems by Arab Women. A Bilingual Anthology. London: Saqui Books 1999, ISBN 0-86356-047-4
- Agnes Imhof: ’Traditio vel Aemulatio? The Singing Contest of Sāmarrā. Expression of a Medieval Culture of Competition‘. In: Der Islam. Bd. 90. 2013. S. 1–20  pdf
- Yasemin Gökpinar: Der ṭarab der Sängersklavinnen: Masālik al-abṣār fī mamālik al-amṣār von Ibn Faḍlallāh al-ʿUmarī (gest. 749/1349): Textkritische Edition des 10. Kapitels Ahl ʿilm al-mūsīqī mit kommentierter Übersetzung, Ergon Verlag, Baden-Baden 2021.

- James E. Montogomery: The Place of Competition: Arib and Ulayya, Sisters in Song, Leuven 2004. (Orientalensia Lovanensia Analecta. 135.) S. 63–81. Volltext
- Michael Stiegelbauer: Die Sängerinnen am Abbasidenhof um die Zeit des Kalifen Al-Mutawakkil : nach dem Kitāb al-Aġānī des Abu-l-Farağ al Iṣbahānī und anderen Quellen dargestellt, VWGÖ, Wien 1975.

### Belletristik
- Agnes Imhof: Die Königin der Seidenstraße, Piper-Verlag, München 2008, ISBN 978-3-492-05117-0. Kroatische Ausgabe: Kraljica puta svile, Verlag Nakl Ljevak, Zagreb 2012, ISBN 978-953-303-500-0; Spanische Ausgabe: La reina de la Ruta de la Seda, Edhasa Verlag, Barcelona 2010, ISBN 978-84-350-6210-7; Tschechische Ausgabe: Královna hedvábné stezky, NS Svoboda Verlag, Prag 2010, ISBN 978-80-205-0616-0.